# Thomas R. Whitney
Thomas Richard Whitney (ur. 2 maja 1807 w Nowym Jorku, zm. 12 kwietnia 1858 w Nowym Jorku) – amerykański polityk, członek Partii Nic Niewiedzących.

## Działalność polityczna
Od 1854 do 1855 zasiadał w New York State Assembly. W okresie od 4 marca 1855 do 3 marca 1857 przez jedną kadencję był przedstawicielem 5. okręgu wyborczego w stanie Nowy Jork w Izbie Reprezentantów Stanów Zjednoczonych.